# Тронна фортеця
Тронна фортеця — колишня фортеця у місті Сучава (нині — Румунія), столиці Молдавського князівства до другої половини XVI століття, збудована молдавським господарем Петру II наприкінці XIV століття.

## Історія

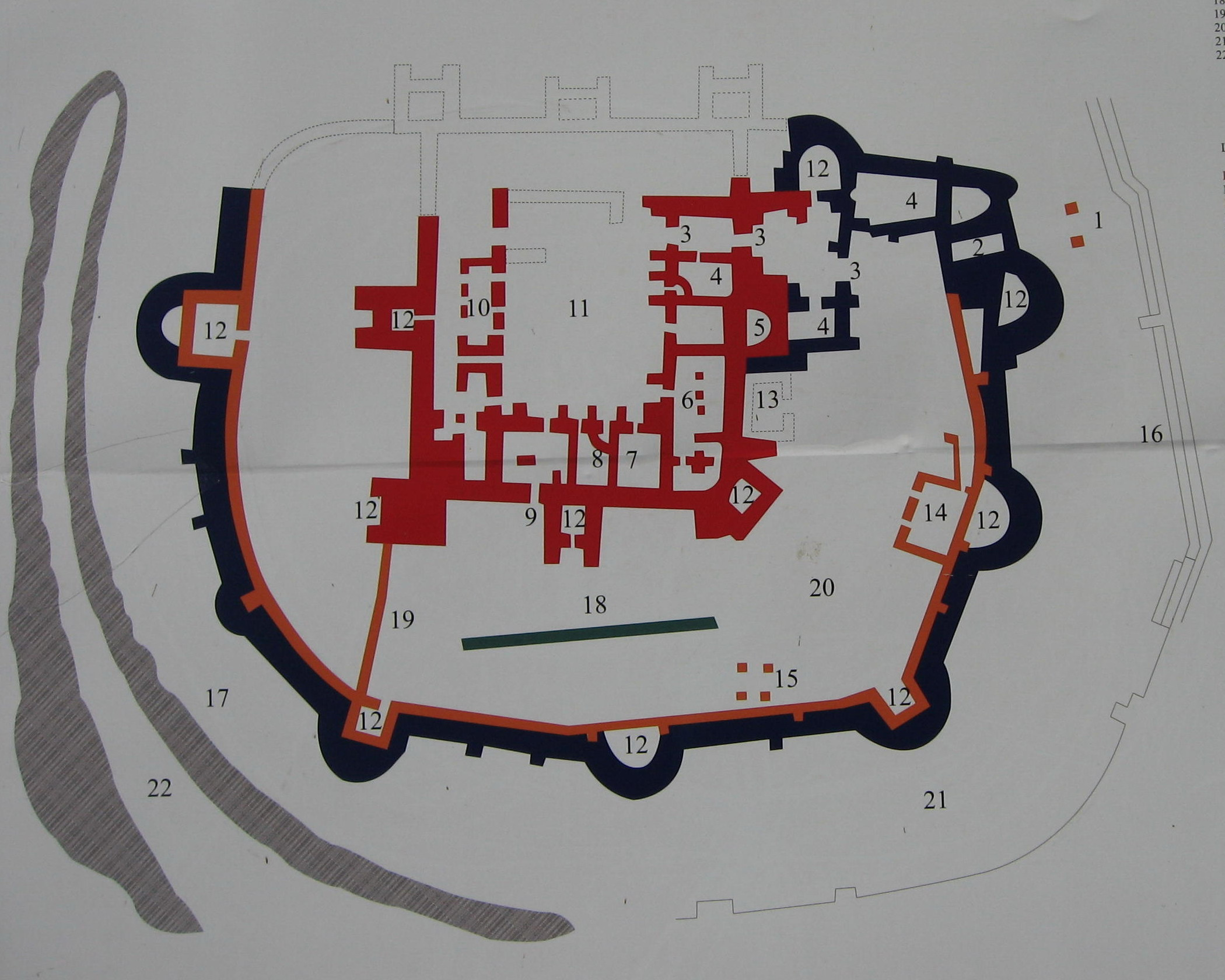
План фортеці на панелі перед входом. Червоним кольором позначено фортецю часів Петру II, зеленим — Олександра I, першу добудову Штефана III — помаранчевим, другу — чорним

Замок був збудований господарем Молдавії Петру II у 1390-х роках. За його часів замок був захищеним лише однією стіною та ровом. Господар Олександр I Добрий розширив замок на початку XV століття.
У другій половині XV століття замок був ще більше розширений та укріплений господарем Штефаном III, який добудував ще одну стіну та бастіони. 1476 року замок успішно протистояв облозі турецького султана Мехмеда II. Хоча турки спалили місто, замок захопити вони не змогли. 1485 року облога повторилася, проте замок знову встояв. Після облоги господар Штефан відновив замок, знову зміцнив стіни, а замість квадратних бастіонів збудував напівкруглі.
1504 року у замку помер Штефан III. 1509 року його син Богдан III передав замок полякам.
1538 року турки заволоділи замком без бою, воюючи проти Петру IV Рареша. 1564 року, коли господар Олександр IV Лопушанин повернув владу за підтримки османів, він підпалив замок за наказом Сулеймана I Пишного і переніс столицю до міста Ясси. Проте вже наприкінці XVI століття замок був відновлений господарем Єремією Могилою.
1653 року фортеця була в облозі поляків. Під час битви загинув Тиміш Хмельницький — син українського гетьмана Богдана Хмельницького.
1675 року на вимогу османів господар Думитрашку Кантакузіно зруйнував замок. Після цього він уже не відбудовувався. Згодом його пошкодив землетрус.

## Археологічні дослідження
Першим у фортеці проводив розкопки австрійський археолог Карл Ромштрофер. У 1895—1904 роках він розкопав значну частину засипаних та оброслих руїн замку. У 1950-х роках розпочалися систематичні розкопки в замку, а згодом на території замку було створено музей просто неба.

## Галерея

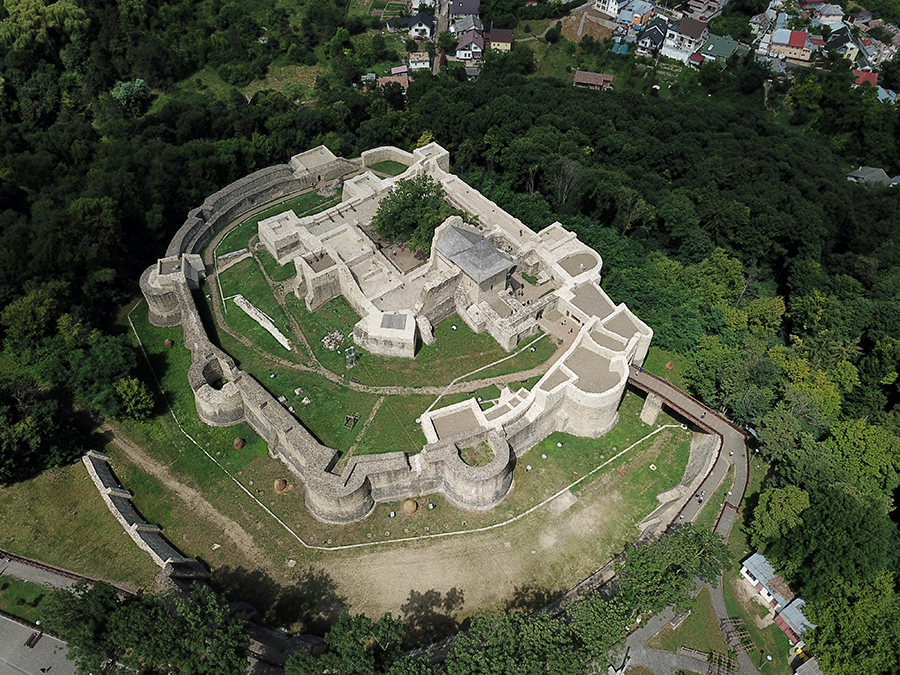
Аерознімок фортеці
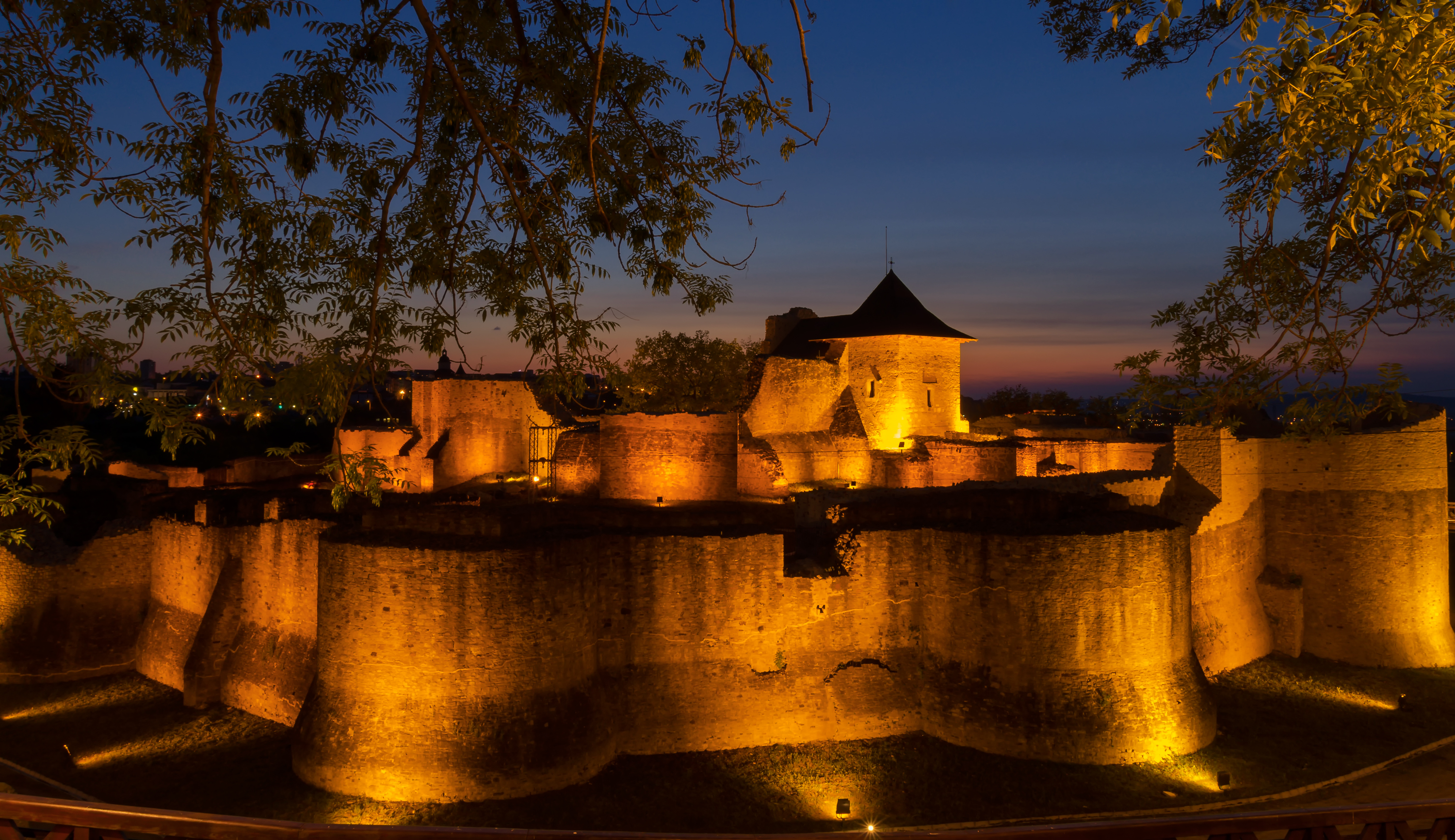
Фортеця з нічною підсвіткою
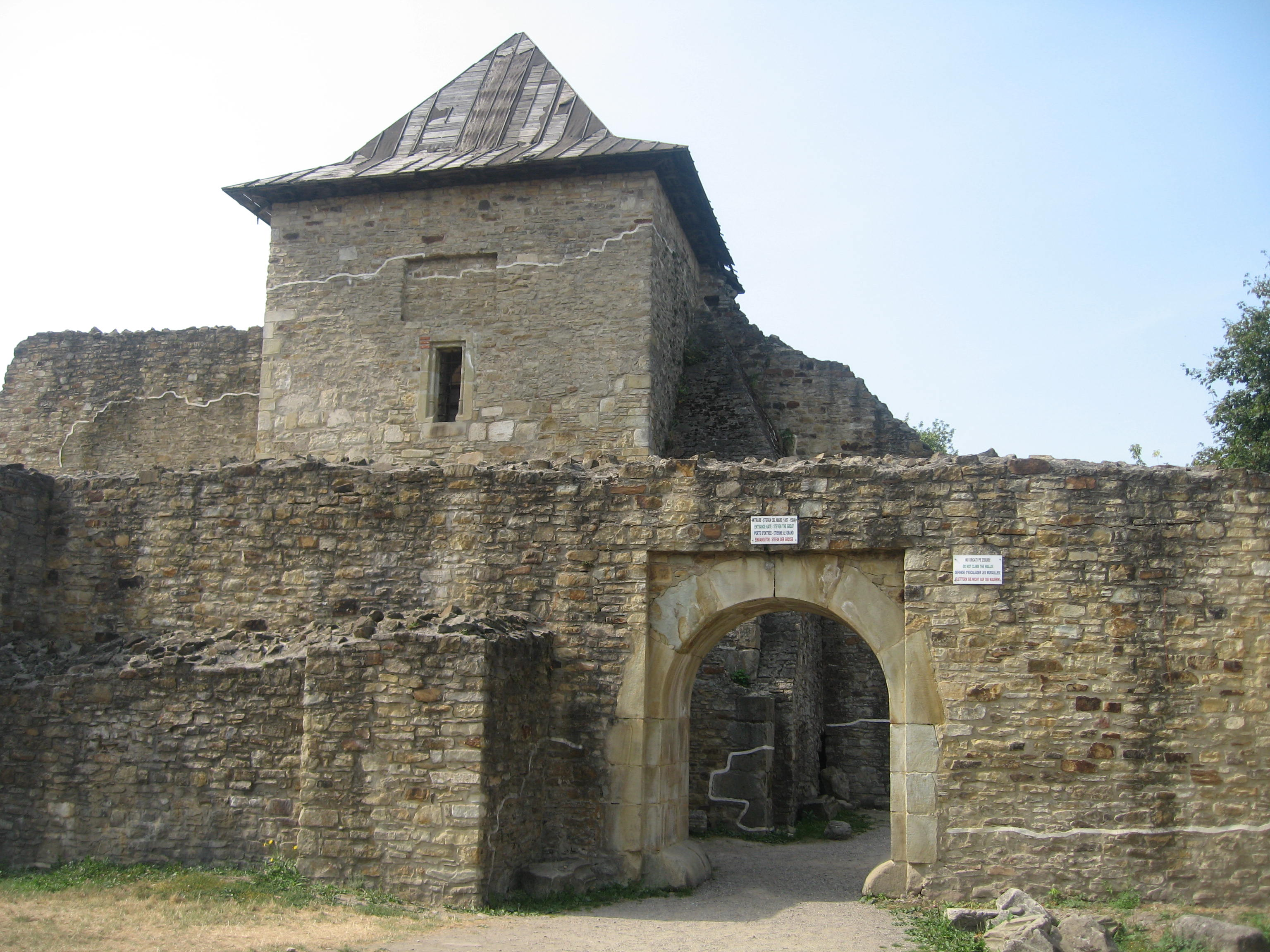
Північно-східна брама
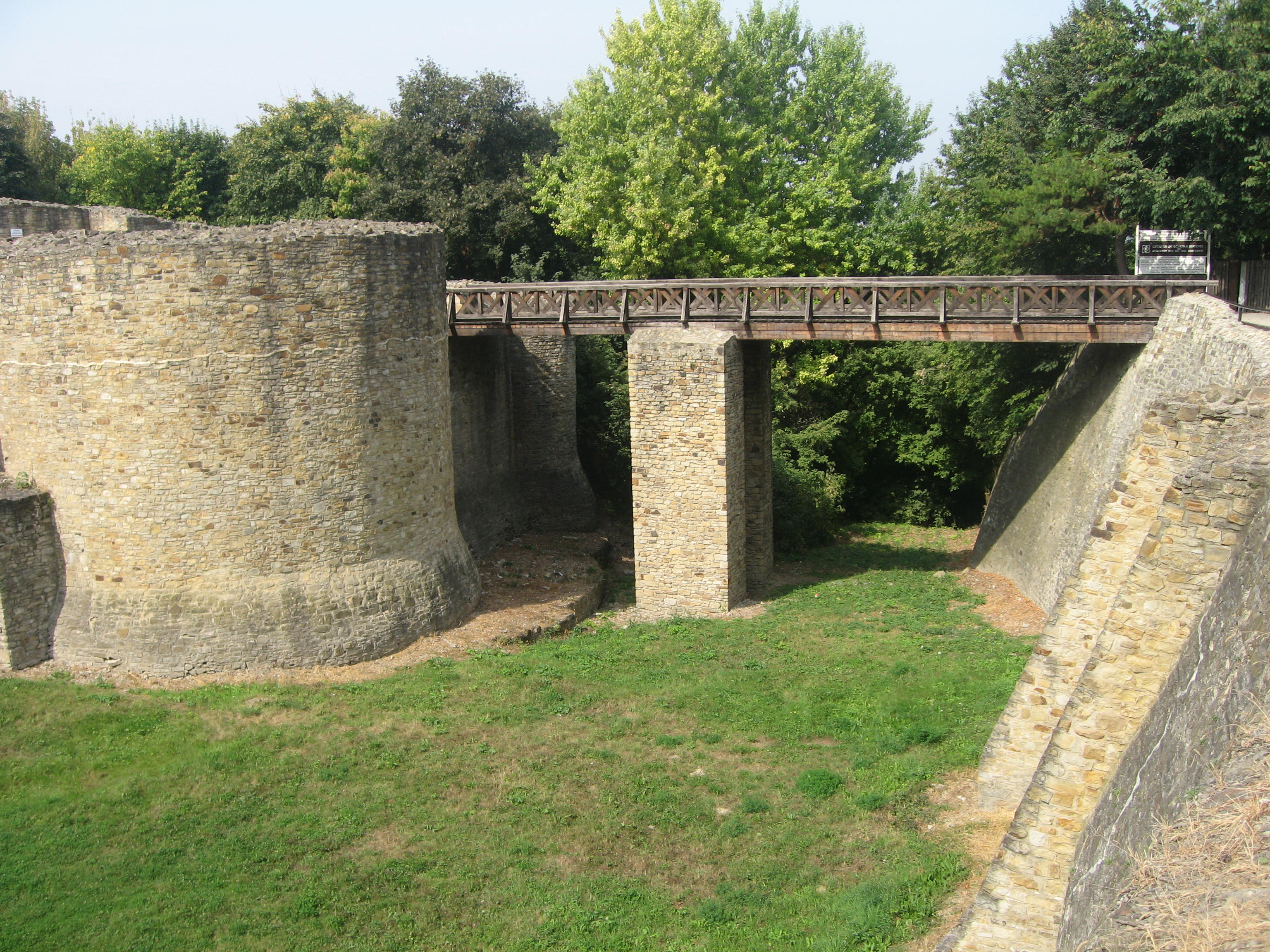
Міст
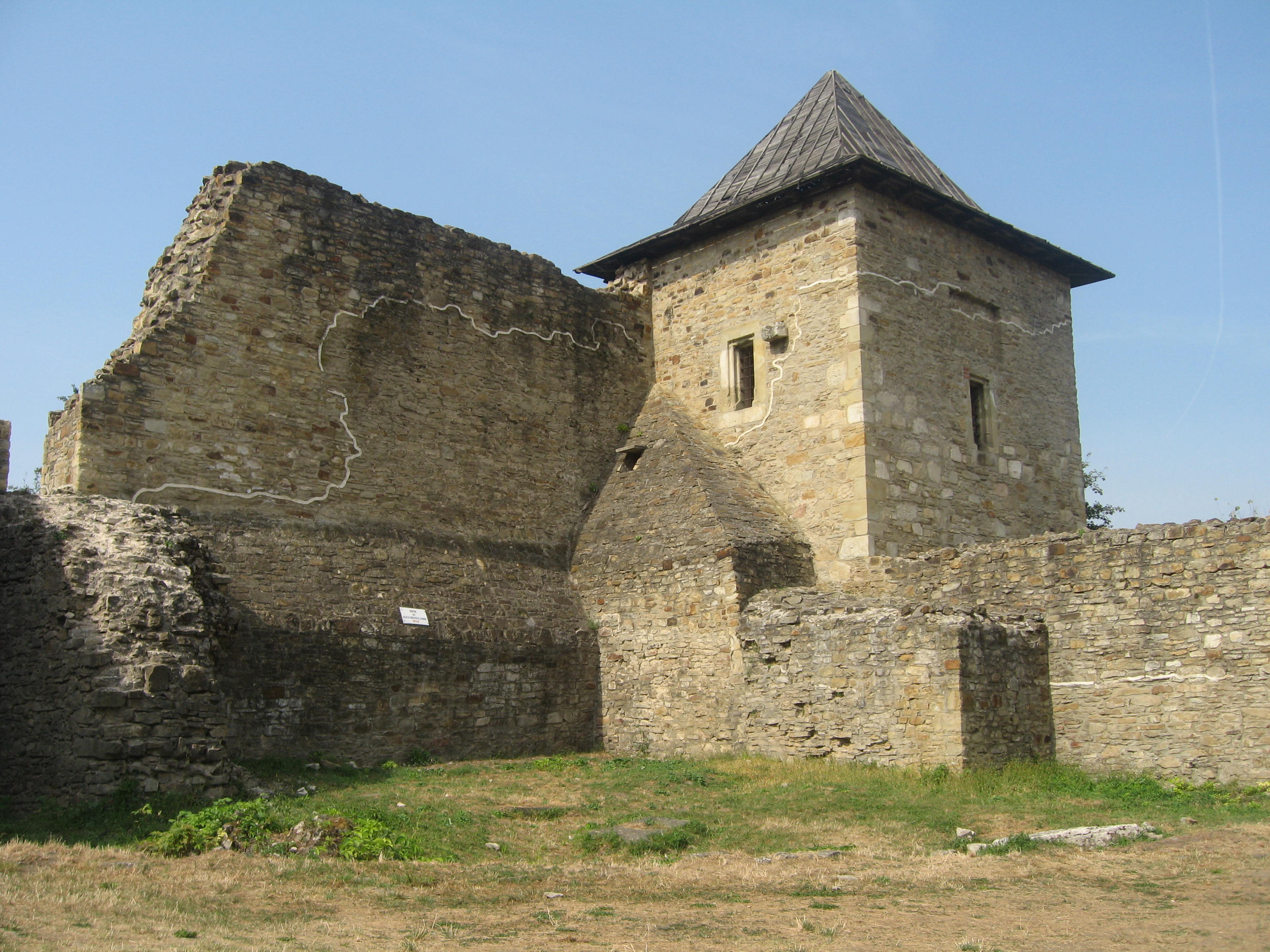
Вежа княжої каплиці, ліворуч - колишній монетний двір
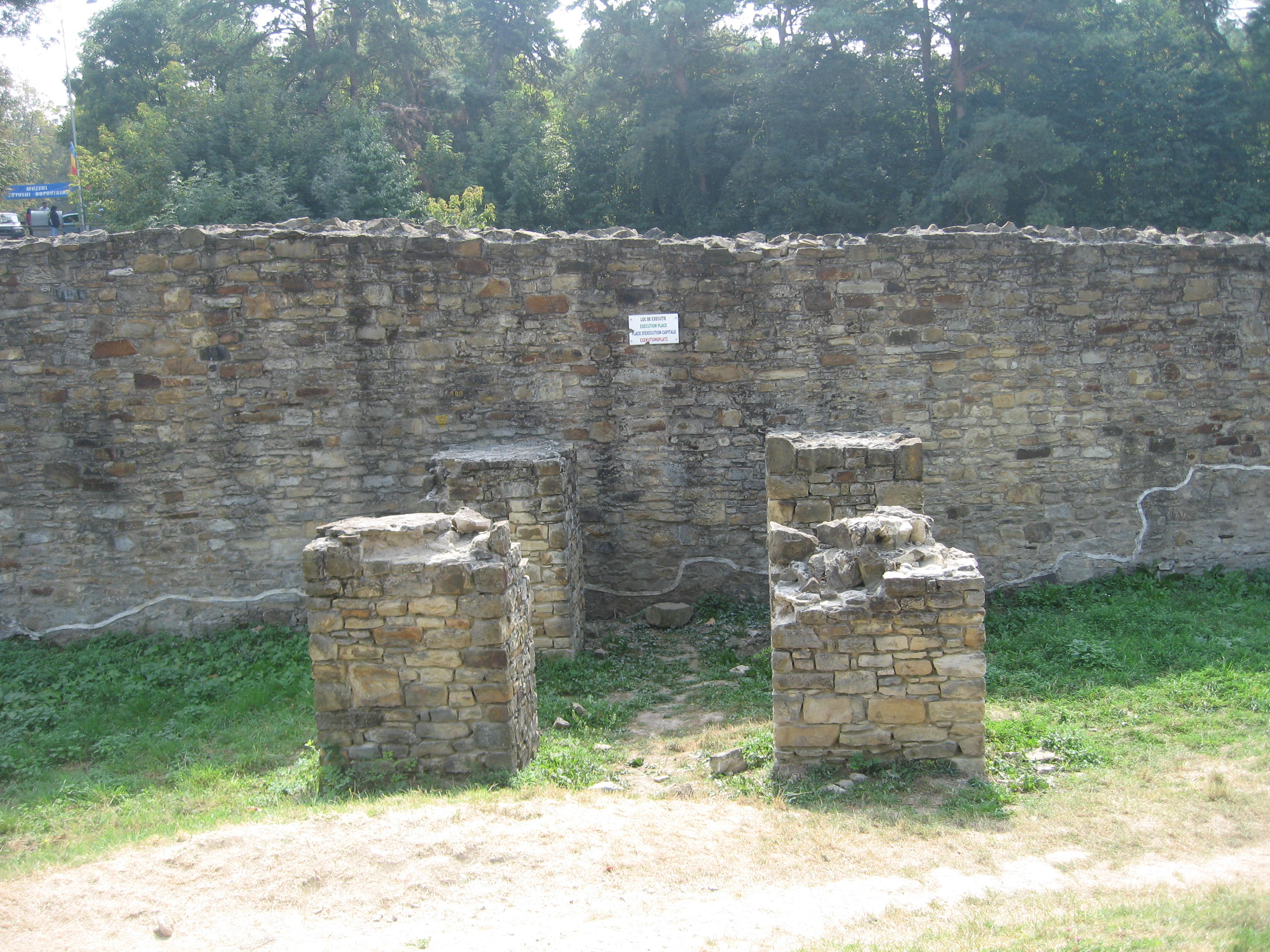
Місце для страт
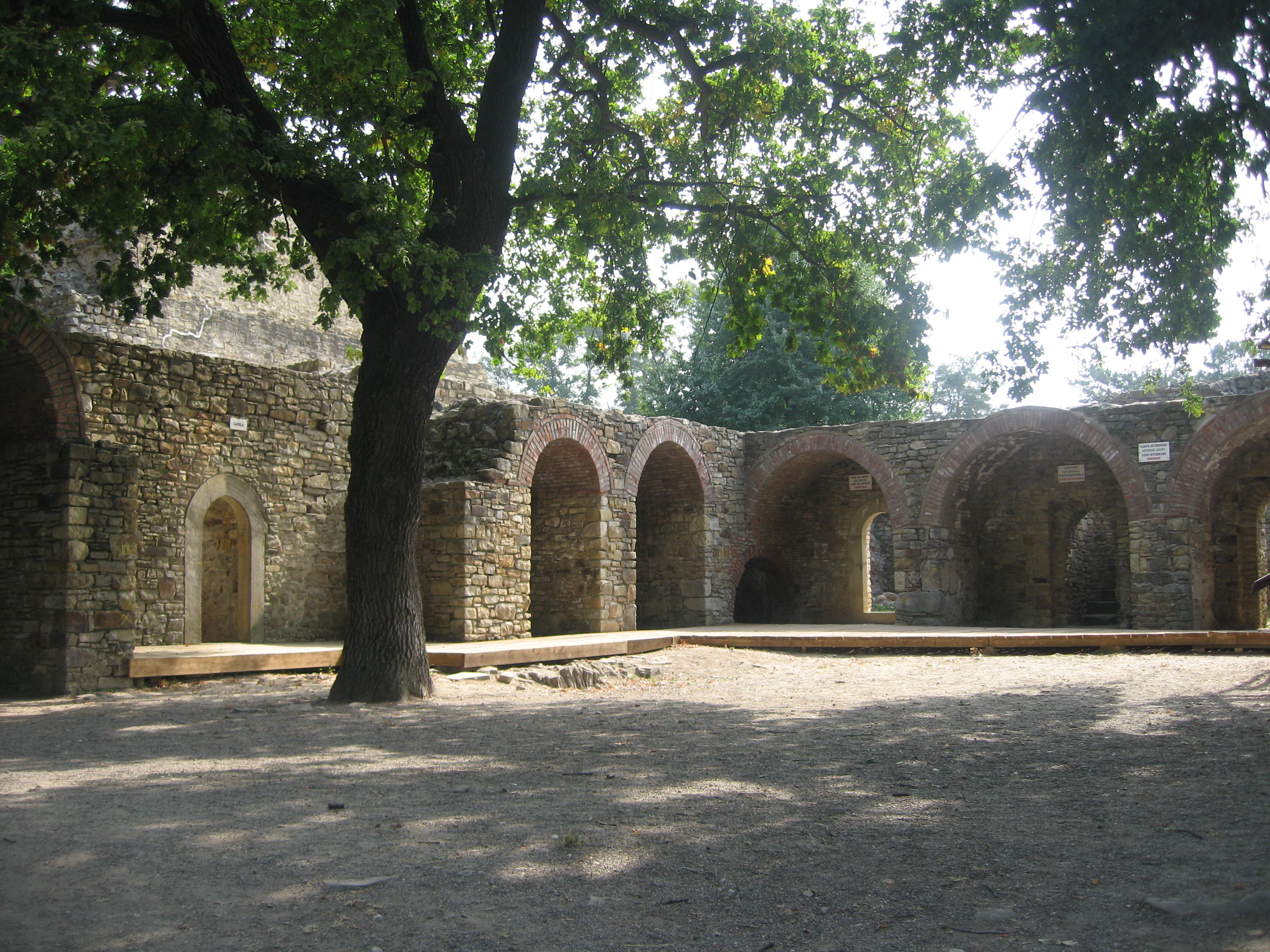
Внутрішній двір форту часів Петру II
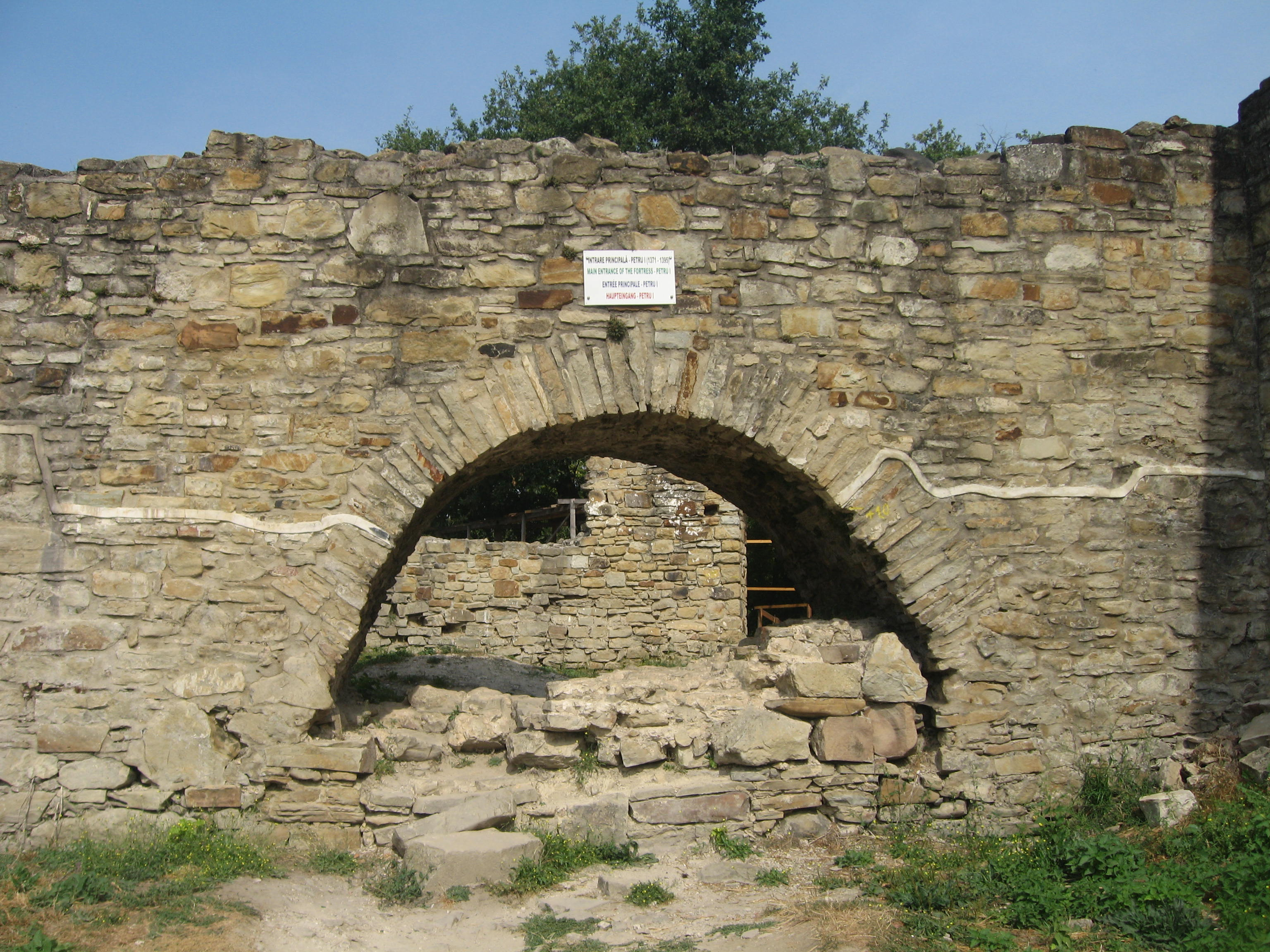
Південний вхід, датований часами Петру II
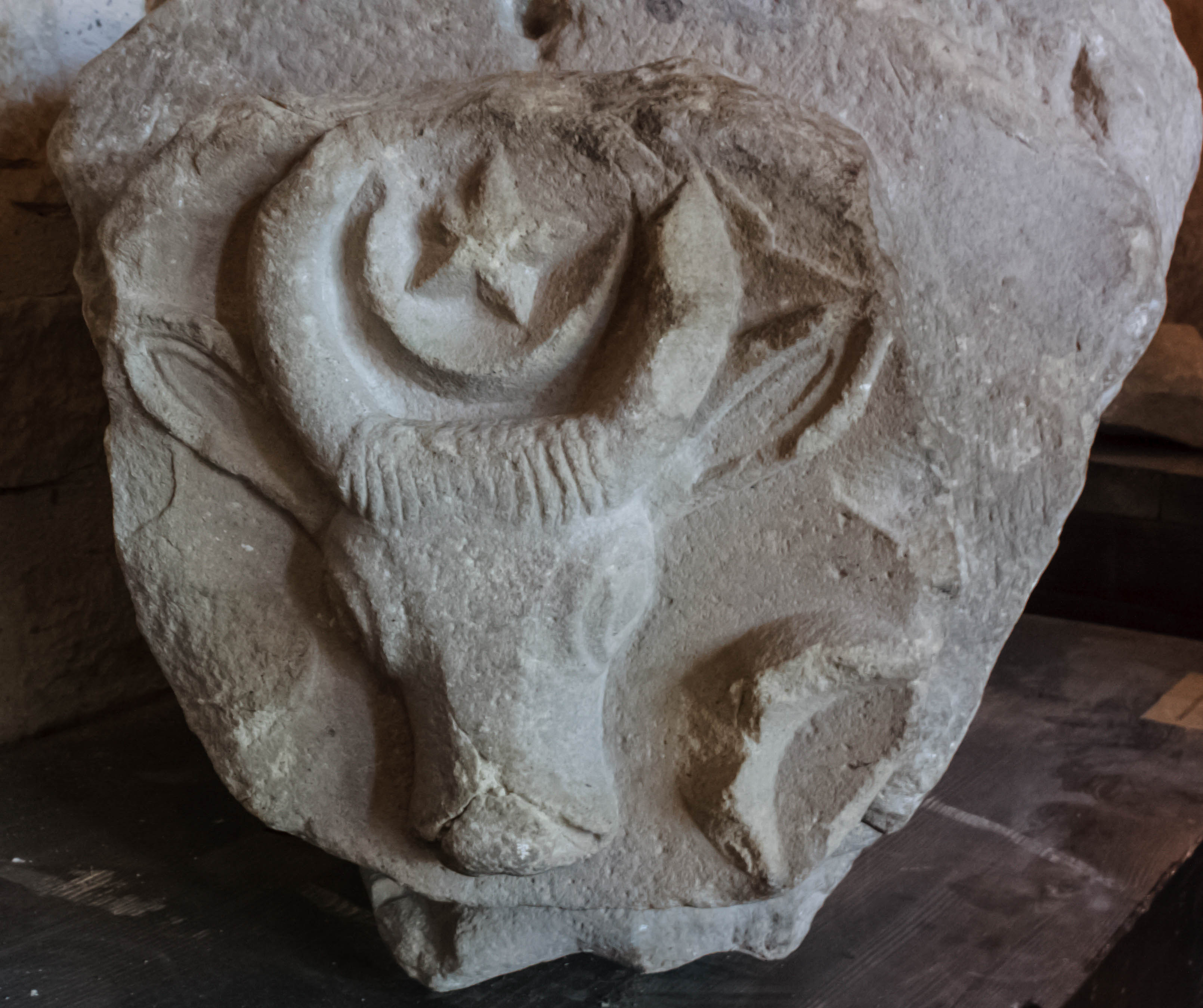
Камінь з гербом Молдавського князівства